# Lisosoma

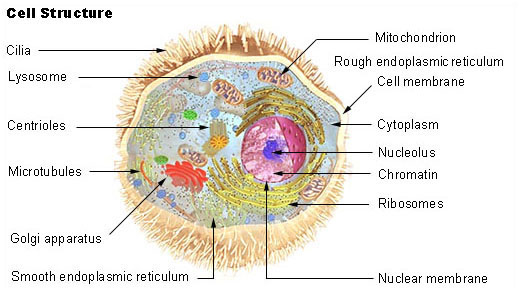
Alcuni organelli. Il lisosoma si trova in alto a sinistra

Il lisosoma (dal greco lysis, dissoluzione, e soma, corpo) è una vescicola (organello) presente in numerose copie in cellule eucariotiche e rappresenta il sistema digerente della cellula in quanto è responsabile della degradazione e della digestione (distruzione) di molecole estranee e macromolecole ingerite dalla cellula via endocitosi così come di macromolecole endogene. I lisosomi si occupano del riciclaggio degli altri organelli della cellula stessa. Attraverso questo stesso processo i globuli bianchi sono in grado di "disfarsi" di microrganismi patogeni o cellule morte precedentemente fagocitate.
I lisosomi furono scoperti dal citologo belga Christian de Duve nel 1949.

## Meccanismo

Schema di una tipica cellula animale. Organuli: (1) nucleolo (2) Nucleo cellulare (3) ribosoma (4) vescicola (5) Reticolo endoplasmatico granuloso (REG) (6) Apparato di Golgi (7) Citoscheletro (8) Reticolo endoplasmatico liscio (9) mitocondri (10) lisosoma (11) citoplasma (12) Perossisoma (13) centrioli

La degradazione avviene per mezzo di enzimi idrolitici (chiamati per questo "idrolasi acide")  in grado di degradare proteine, lipidi e carboidrati nei loro costituenti elementari per poi, quando possibile, venire riutilizzati in altro modo o essere espulsi.
Questi enzimi si attivano a pH bassi (4,8), e questo è importante poiché riduce il pericolo della distruzione della cellula ospitante qualora vi sia la liberazione accidentale di tali enzimi nel citoplasma (che ha pH 7). Per ulteriore protezione, la membrana del lisosoma contiene, oltre a proteine di trasporto per portare nel citosol i prodotti della digestione, grandi quantità di glucidi legati a lipidi o a proteine della faccia non citosolica. Inoltre sembra che il lisosoma sia protetto dall'azione enzimatica del suo contenuto grazie alla particolare struttura tridimensionale delle proteine della sua membrana interna che riescono a proteggere i siti vulnerabili agli attacchi enzimatici.
Il basso pH viene creato e mantenuto grazie a pompe protoniche che pompano ioni H+ dal citoplasma nonché da canali ionici.

### Autofagìa,eterofagia,autofagosoma
Poiché gli enzimi contenuti nel lisosoma sono potenzialmente pericolosi, essi non possono essere rilasciati nel citoplasma ma debbono sempre essere confinati all'interno di strutture membranose in grado di contenerli. Il meccanismo con cui tali enzimi entrano in contatto con le sostanze da degradare viene definito autofagìa o eterofagia a seconda dell'origine di tali sostanze. I lisosomi che effettuano autofagia sono chiamati anche vacuoli autofagici, per somiglianza con i vacuoli vegetali.
- autofagia è il processo biologico di degradazione delle proteine cellulari, mediante vescicole lisosomiali derivanti dalla membrana del reticolo endoplasmatico.[1] La chiusura di queste membrane determina la formazione dell'autofagosoma. Nei passaggi successivi, attraverso la fusione della membrana dell'autofagosoma con quella dell'endosoma tardivo o del lisosoma, nasce l'autolisosoma.

- Nell'eterofagia, grosse particelle (come un batterio o un virus) vengono inglobate (endocitate) dalla cellula. Anche in questo caso la vescicola formatasi, questa volta derivante dalla membrana cellulare (endosoma), si fonde col lisosoma formando un unico complesso vescicolare dove il suo contenuto viene digerito.

Definitivamente possiamo definire il lisosoma, l'organulo che mediante l'uso dei suoi enzimi distrugge gli organuli in disfunzione, brucia le sostanze nutrienti, elimina lo scarto e il tossico e attua una sorta di "labor limae" nella cellula eucariote, distruggendo i tessuti di scarto creati nel processo di formazione. Grazie ai lisosomi è inoltre possibile attuare la pratica dell'apoptosi (morte programmata della cellula).

## Formazione
Il lisosoma si forma per gemmazione dall'apparato del Golgi che provvede anche al processamento degli enzimi litici prodotti dal reticolo endoplasmatico. Questi enzimi vengono diretti nei lisosomi tramite fosforilazione a livello del versante cis dell'apparato del Golgi ad opera di una fosfotransferasi che forma un residuo di mannosio 6-fosfato. Gli enzimi marcati con questo motivo vengono diretti specificamente verso i pre-lisosomi (così definiti in quanto il pH non è sufficientemente acido) tramite vescicole endosomali dotate di pH più basso. Quindi, man mano che nuove vescicole apportanti nuovi enzimi si fondono al pre-lisosoma, il suo pH si abbassa attivando infine gli enzimi litici e trasformandosi in vero e proprio lisosoma.
I lisosomi osservati al microscopio elettronico si presentano sotto 3 aspetti strutturali, Lisosomi primari, secondari e terziari.
- Lisosomi primari: si presentano sotto forma di piccole vescicole sferiche che hanno al loro interno un alto contenuto di idrolasi acide. Questi enzimi lisosomali sono sintetizzati nei ribosomi attaccati al reticolo endoplasmatico, si accumulano nel lume dello stesso (RE) da dove poi passano nel complesso di Golgi da dove si libera sotto forma di piccole vescicole avvolte da Clatrina, dalla faccia trans.
- Lisosomi secondari (endolisosomi): si formano tramite la fusione dei lisosomi primari con endosomi, ovvero con vacuoli che contengono materiale extracellulare penetrato nella cellula tramite endocitosi. Per questo codesti lisosomi vengono chiamati endolisosomi. Gli endolisosomi possono funzionare con altri lisosomi, formando, un fagolisosoma. Gli organismi cellulari alterati vengono avvolti ed isolati con una membrana. Dopo ciò, la rispettiva forma si fonde con un lisosoma secondario ottenendo un autofagolisosoma, ovvero una formazione nella quale si autolesiona il materiale intracellulare proprio della cellula. I prodotti ottenuti dalla digestione che ha luogo a livello degli endosomi raggiungono il citoplasma e sono riutilizzati dalla cellula. Vengono praticamente riciclati.
- Lisosomi Terziari (corpi residui): i corpi residui che resistono al processo di digestione intracellulare sotto forma di resti non digeribili costituiscono i lisosomi terziari. Alcuni vengono eliminati dalla cellula per esocitosi mentre altri vengono depositati all'interno della stessa, immagazzinati in granuli di lipofuscina. Un'importante presenza di granuli è sinonimo di invecchiamento cellulare.

## Rilevanza clinica
Diverse patologie, molto spesso ereditarie, quali la malattia di Tay-Sachs o la malattia di Pompe sono state associate a malfunzionamenti dei lisosomi, dei loro enzimi o dei processi portanti alla loro formazione. Queste malattie sono dovute alla mancata produzione del segnale mannosio 6-fosfato e alla mancanza di particolari proteine litiche, che porta all'accumulo dei loro substrati all'interno della cellula, con conseguenti problemi nel metabolismo cellulare.
Ad oggi si conoscono più di 40 diverse malattie genetiche causate dalla deficienza di questi enzimi. Queste malattie, generalmente note col nome di Lysosomal Storage Diseases o LSD (letteralmente malattie da accumulo lisosomiale); esse si possono classificare in gruppi a seconda del tipo di enzima che viene a mancare (e quindi del tipo di prodotto che si accumula):
- mucopolisaccaridosi (MPS) di tipo I-VII, provocate da difetti nella degradazione dei mucopolisaccaridi (o glicosaminoglicani)
- sfingolipidosi (o glicolipidosi), in cui è presente un difetto di degradazione delle sfingomieline, dei cerebrosidi e dei gangliosidi, importanti componenti delle cellule nervose: tra esse si annota la gangliosidosi GM2 (Malattia di Tay-Sachs)
- oligosaccaridosi, in cui è presente un difetto nella degradazione degli oligosaccaridi e delle glicoproteine
- malattie dovute al trasporto lisosomiale alterato, in cui alcune sostanze non vengono trasportate correttamente nei lisosomi per essere degradate
- malattie dovute al mancato trasporto degli enzimi lisosomiali, in cui alcuni enzimi non vengono trasportati correttamente nei lisosomi e quindi non riescono ad assolvere la loro funzione
- altri tipi di malattie lisosomiali, tra cui la malattia di Pompe e la miopatia vacuolare con autofagia eccessiva.